# Сергіївська волость (Бахмутський повіт)
Сергіївська волость — історична адміністративно-територіальна одиниця Бахмутського повіту Катеринославської губернії із центром у селі Сергіївка.
Утворена наприкінці 1890-тих років виокремленням із Гришинської волості.
За даними на 1908 рік у волості налічувалось 3 поселення, загальне населення волості  9222 особи (4647 чоловічої статі та 4575 — жіночої), 1283 дворових господарства.